# Zaskok
Zaskok en albanais et Zaskok en serbe latin (en serbe cyrillique : Заскок) est une localité du Kosovo située dans la commune/municipalité de Ferizaj/Uroševac, district de Ferizaj/Uroševac (Kosovo) ou district de Kosovo (Serbie). Selon le recensement kosovar de 2011, elle compte 643 habitants.
En 2011, le village de Dubravë, qui faisait partie de la localité de Zaskok, a été recensé comme une localité à part entière ; il comptait 1 472 habitants, dont 1 217 Albanais, 228 Égyptiens et 13 Roms,.

## Histoire
Sur le territoire du village se trouve le site archéologique de Tuma-Gur/Tuma-Kamena, dont les vestiges remontent à l'époque romaine et à l'Antiquité tardive ; mentionné par l'Académie serbe des sciences et des arts, il est inscrit sur la liste des monuments culturels du Kosovo.

## Démographie

### Évolution historique de la population dans la localité
| 1948 | 1953 | 1961 | 1971  | 1981  | 1991  | 2011 |
| ---- | ---- | ---- | ----- | ----- | ----- | ---- |
| 711  | 766  | 886  | 1 070 | 1 281 | 1 441 | 643  |

|  |

### Répartition de la population par nationalités (2011)
En 2011, les Albanais représentaient 99,53 % de la population.